# Frente Popular de Sri Lanka
El Frente Popular de Sri Lanka (cingalés: ශ්‍රී ලංකා පොදුජන පෙරමුණ, romanizado: Śrī Laṃkā Podujana Peramuna; tamil:  இலங்கை பொதுஜன முன்னணி, romanizado: Ilaṅkai Potujaṉa Muṉṉaṇi), comúnmente conocido por su nombre cingalés Sri Lanka Podujana Peramuna (SLPP), es un partido político en  Sri Lanka.  Fue el partido gobernante de 2019 a 2022 y fue el partido más grande en el Parlamento de 2020 a 2024.Anteriormente un partido político menor conocido como Frente Nacional de Sri Lanka (SLNF) y Nuestro Frente de Libertad de Sri Lanka (OSLFF), fue relanzado en 2016 como SLPP y el partido se convirtió en la base de los miembros de la Alianza por la Libertad de los Pueblos Unidos leales a su exlíder Mahinda Rajapaksa y la familia Rajapaksa.
El partido se formó como resultado de una escisión del Partido de la Libertad de Sri Lanka (SLFP), un partido de centroizquierda, nacionalista cingalés y poscolonial.El SLPP adoptó algunos elementos de la ideología del SLFP, pero no su perspectiva económica,y se opone al federalismo en el país.El partido está dirigido por Mahinda Rajapaksa,expresidente de Sri Lanka. Sagara Kariyawasam es el secretario general del partido. G. L. Peiris fue presidente del partido antes de desertar para formar el Congreso Popular de la Libertad.

## Historia electoral

### Presidencial
| Año  | Candidato                    | Votos      | Porcentaje | Resultados |
| ---- | ---------------------------- | ---------- | ---------- | ---------- |
| 2005 | Wimal Geeganage              | 6,639      | 0.07%      | Derrota    |
| 2015 | Wimal Geeganage              | 1,826      | 0.02%      | Derrota    |
| 2019 | Gotabaya Rajapaksa           | 6,924,255  | 52.25%     | Victoria   |
| 2022 | Apoyó a Ranil Wickremesinghe | 134 (V.E.) | 61.19%     | Victoria   |
| 2022 | Dullas Alahapperuma          | 82 (V.E.)  | 37.44%     | Derrota    |
| 2024 | Namal Rajapaksa              | 342,781    | 2.57%      | Derrota    |

### Parlamentaria
| Año  | Líder             | Votos     | Porcentaje | Escaños | +/–         | Estatus           |
| ---- | ----------------- | --------- | ---------- | ------- | ----------- | ----------------- |
| 2001 | Wimal Geeganage   | 719       | 0.01%      | 0/225   | Nuevo       | Extraparlametario |
| 2004 | Wimal Geeganage   | 493       | 0.01%      | 0/225   | Sin cambios | Extraparlametario |
| 2010 | Wimal Geeganage   | 5,313     | 0.07%      | 0/225   | Sin cambios | Extraparlametario |
| 2020 | Mahinda Rajapaksa | 6,853,690 | 59.09%     | 145/225 | 145         | Gobierno          |
| 2024 | Mahinda Rajapaksa | 350,429   | 3.14%      | 3/225   | 142         | Oposición         |